# ربات‌های کابلی

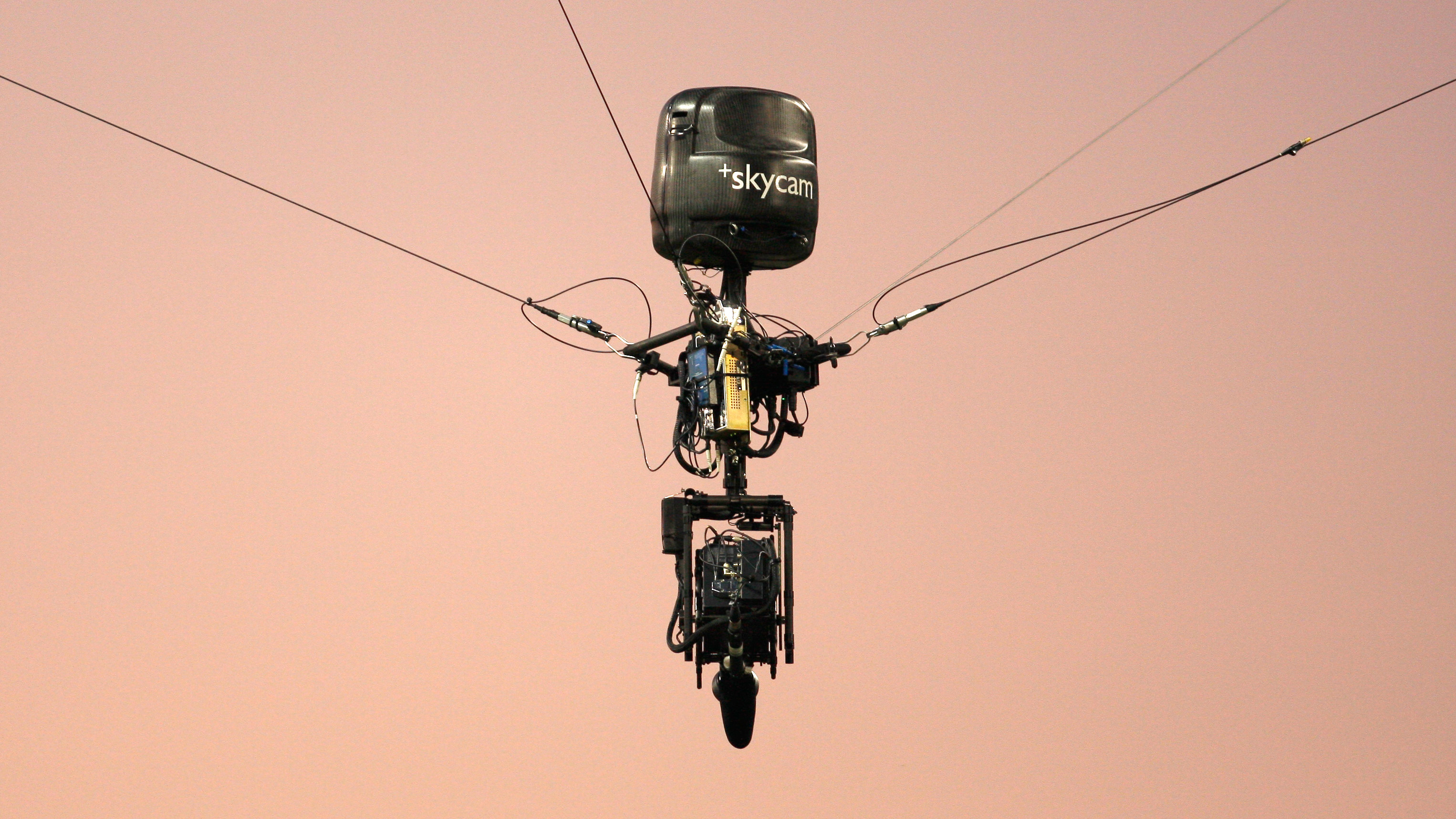
نوعی ربات کابلی

ربات‌های کابلی (انگلیسی: Cable robots) نوعی موازنه موازی هستند که در آن کابل‌های انعطاف‌پذیر از یک سمت به روتور و از سمت دیگر به جسم هدف وصل می‌شوند. این ربات‌ها در مقیاس بسیار بزرگ، در مقایسه با دیگر ربات‌ها، به علت استفاده از کابل‌ها، سبک و کم هزینه هستند. اسکای کم‌ها مدل معروفی از این ربات‌ها برای تصویر برداری از استادیوم می‌باشند. حمل اجسام سنگین در بنادر و جا به جایی اجسامی که خطرات زیستی به انسان وارد می‌کند، همچون مواد رادیو اکتیو از دیگر کاربردهای این نوع ربات‌ها هستند.